# Fälgaren
Fälgaren är en sjö i Västerviks kommun i Småland och ingår i Storån-Botorpsströmmens kustområde. Sjön är 98 meter djup, har en yta på 2,52 kvadratkilometer och är belägen 41,1 meter över havet. Fälgaren ligger i Fälgaren Natura 2000-område. Sjön avvattnas av vattendraget Gunneboån. Vid provfiske har en stor mängd fiskarter fångats, bland annat abborre, braxen, gers och gädda.

## Delavrinningsområde
Fälgaren ingår i det delavrinningsområde (640350-153381) som SMHI kallar för Utloppet av Fälgaren. Medelhöjden är 59 meter över havet och ytan är 10,69 kvadratkilometer. Det finns ett avrinningsområde uppströms, och räknas det in blir den ackumulerade arean 22,8 kvadratkilometer. Avrinningsområdets utflöde Gunneboån mynnar i havet. Avrinningsområdet består mestadels av skog (68 procent). Avrinningsområdet har 2,52 kvadratkilometer vattenytor vilket ger det en sjöprocent på 23,6 procent.

## Fisk
Vid provfiske har följande fisk fångats i sjön:
- Abborre
- Braxen
- Gärs
- Gädda
- Hornsimpa
- Lake
- Löja
- Mört
- Nors
- Sarv
- Siklöja